# الابيض (نخل)
الابيض منطقة سكنية تقع في ولاية نخل، التابعة لمحافظة جنوب الباطنة في سلطنة عمان. يقدر عدد سكانها بـ 5000نسمة حسب إحصاء عام 2018 التابع للمركز الوطني للإحصاء والمعلومات الحكومي..تشتهر الأبيض بوادي الأبيض الذي يعتبر من أهم المناطق السياحية في سلطنة عمان رمز المنطقة هو 70340190.

## الوصلات الخارجية
- المركز الوطني للإحصاء والمعلومات، سلطنة عمان